# دييغو ماينز
دييغو ماينز (بالإسبانية: Diego Mainz García) (29 ديسمبر 1982 بمدريد في إسبانيا - ) هو لاعب كرة قدم إسباني في مركز الدفاع. شارك مع منتخب إسبانيا تحت 21 سنة لكرة القدم. أما مع النوادي، فقد لعب مع رايو فايكانو ونادي ألباسيتي ونادي أودينيزي ونادي غرناطة.

## روابط خارجية
- دييغو ماينز على موقع قاعدة بيانات كرة القدم.إي يو (الإنجليزية)
- دييغو ماينز على موقع Soccerway.com (الإنجليزية)
- دييغو ماينز على موقع عالم كرة القدم.نت (الإنجليزية)
- دييغو ماينز على موقع AS.com (الإسبانية)